# Román Baldorioty de Castro
Román Baldorioty de Castro est un abolitionniste portoricain né le 23 février 1822 à Guaynabo et mort le 30 septembre 1889 à Ponce.

## Biographie
Issu d'une famille pauvre, il fréquenta l'école de San Juan où il suivit notamment l'enseignement de Rafael Cordero. Bénéficiaire d'une bourse qui lui permit de continuer ses études en Espagne, il obtint un diplôme de physique et de mathématique à l'université centrale de Madrid. Il étudia également à l'École centrale Paris.
En 1853, il devint membre du parti libéral réformiste de Porto Rico. À part la politique, il adorait également l'enseignement. Il enseigna la botanique et les sciences maritimes à San Juan.
Baldorioty représenta Porto Rico en tant que délégué au parlement espagnol de 1860 à 1865.
Il en profita pour exprimer sa vision de l'abolition de l'esclavage et de la mise en place d'une constitution de nature à garantir plus de droits civiques au Portoricains. 
Nommé en 1870 député au parlement espagnol, il continue à propager ses idées et devient considéré comme "le père de l'autonomie portoricaine". Le 19 novembre 1872, Román Baldorioty de Castro présente avec Luis Padial, Julio Vizcarrondo et le ministre espagnol des affaires maritimes Segismundo Moret une proposition d'abolition de l'esclavage. Le 22 mars 1873, le gouvernement espagnol approuve cette proposition qui sera connue sous le nom de loi Moret.
Il a fondé et édité le magazine Asuntos de Puerto Rico et a contribué au "Correo de Española".
De retour à Porto Rico en 1873, il crée le journal El Derecho dans la ville de Ponce. En 1878, il lance l'hebdomadaire politique La Crónica, véhicule de son idéologie autonomiste.
En 1887, il fonde le "Parti autonomiste de Porto Rico", dont il nomme secrétaire un jeune politicien débutant, Antonio Rafael Anastacio Barceló Martínez. Ce parti plaidera la cause d'un gouvernement portoricain et de sa représentation au parlement espagnol. Mais cette année-là vit également la mise à l'index des dissidents politiques et Baldorioty fut accusé de propagande séditieuse et emprisonné dans la citadelle San Felipe del Morro. Malgré sa prompte libération, l'emprisonnement eut des effets néfastes sur sa santé et il mourut peu après.
Román Baldorioty de Castro est enterré à Ponce au Panteón Nacional, cimetière ancien qui abrite également la tombe de Manuel Gregorio Tavárez et contient aussi un petit musée sur l'autonomisme.